# Bruno de Heceta
Bruno de Heceta (Hezeta) y Dudagoitia, né le 1er mars 1743 à Bilbao et mort le 16 août 1807, est un explorateur espagnol de la région Nord-Ouest Pacifique. 

## Biographie
Entré dans la marine en 1765, il participe à la lutte contre la piraterie en Méditerranée. Nommé à San Blas au Mexique en 1763, il est envoyé par le vice-roi de Nouvelle-Espagne, Antonio María de Bucareli y Ursúa, pour explorer la région au nord de la Haute-Californie en réponse à des rumeurs de la présence de colonies russes (1774).
Il dirige alors deux navires, atteint le point Grenville au Nord de l’État de Washington, découvre l'embouchure du fleuve Columbia mais n'y pénètre pas et le détroit de Juan de Fuca.